# Mühle Carl Kratzenstein

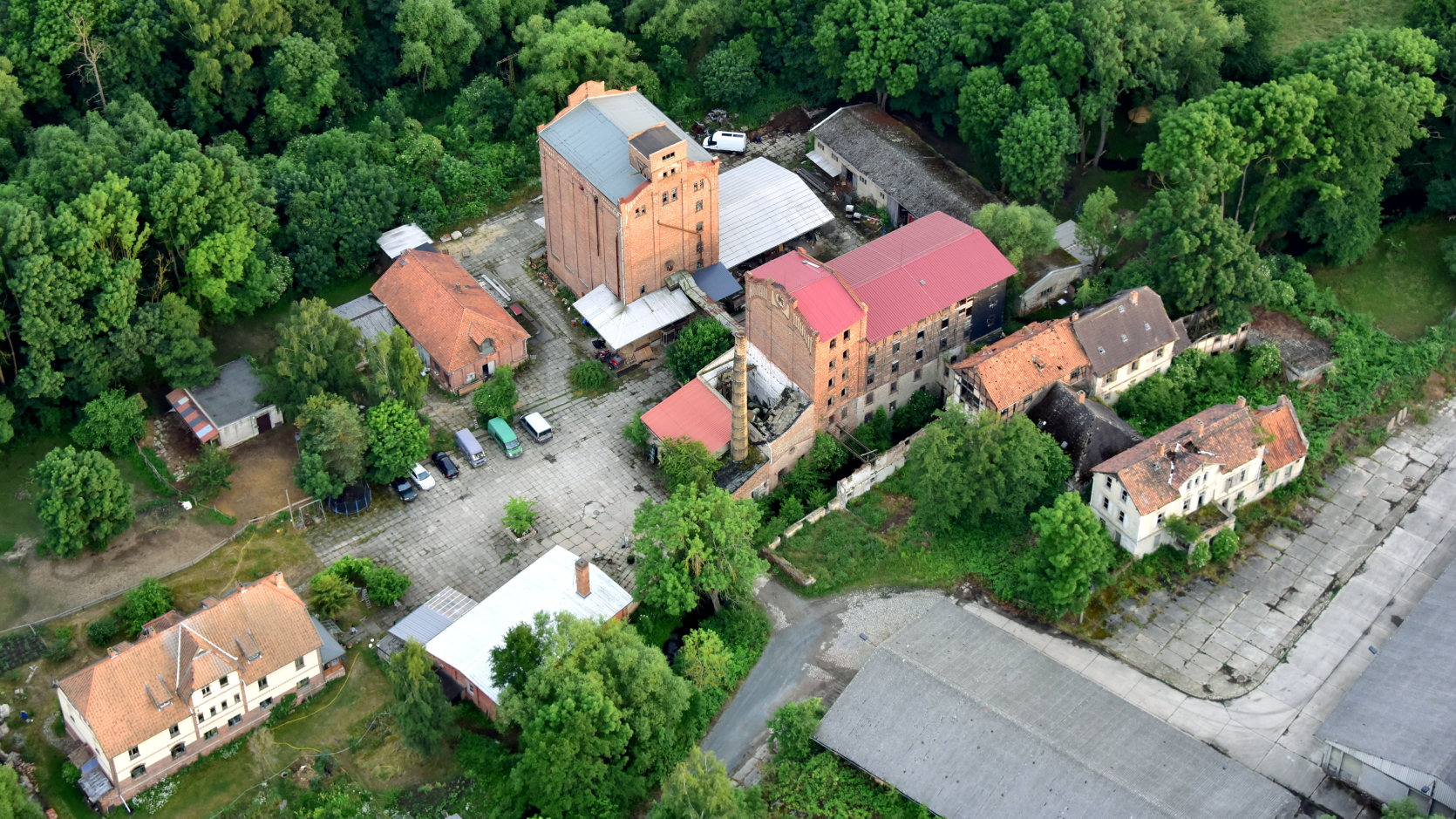
Luftaufnahme der Mühle Carl Kratzenstein (2021)

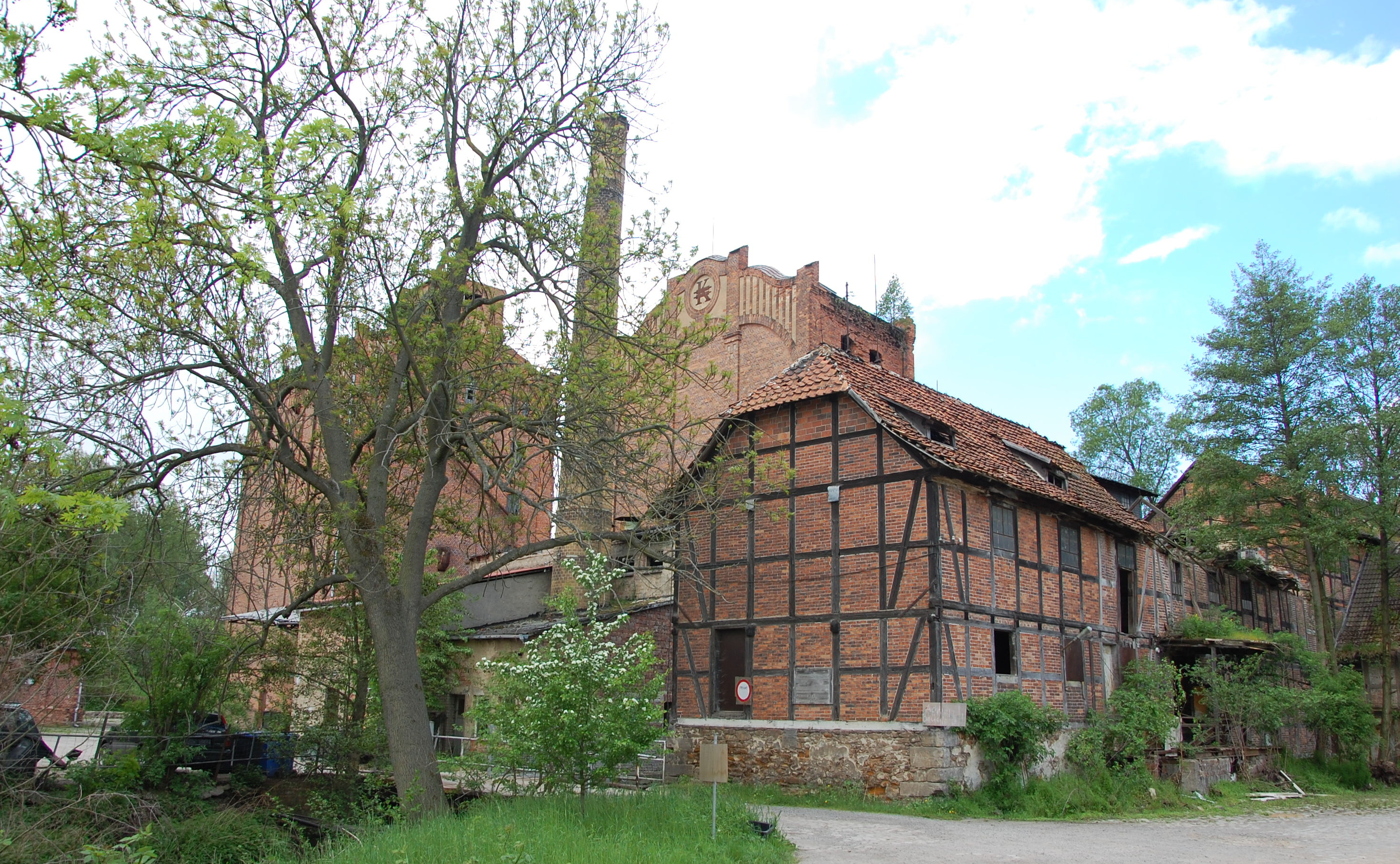
Mühle Carl Kratzenstein

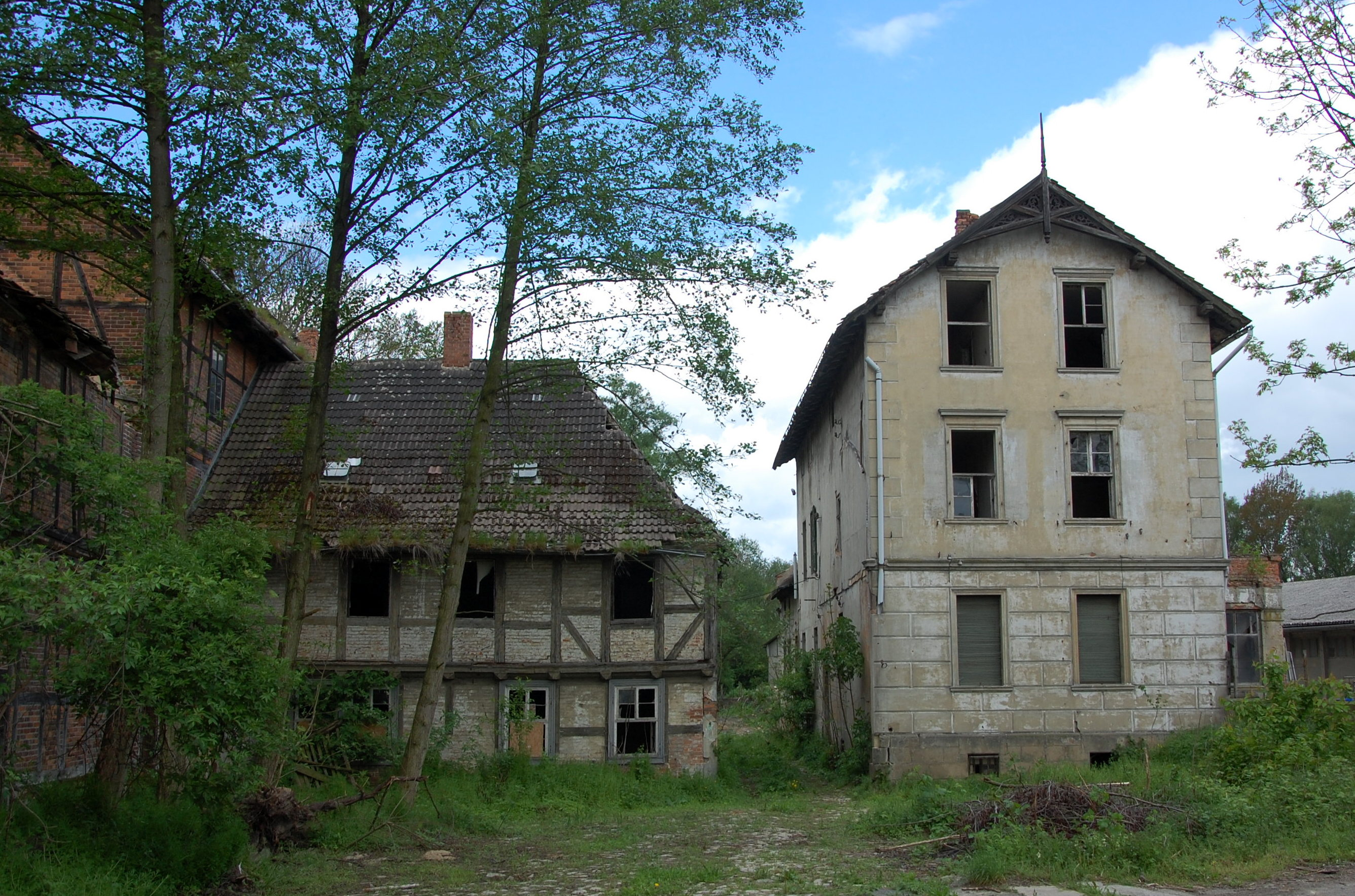
Blick in Richtung Osten

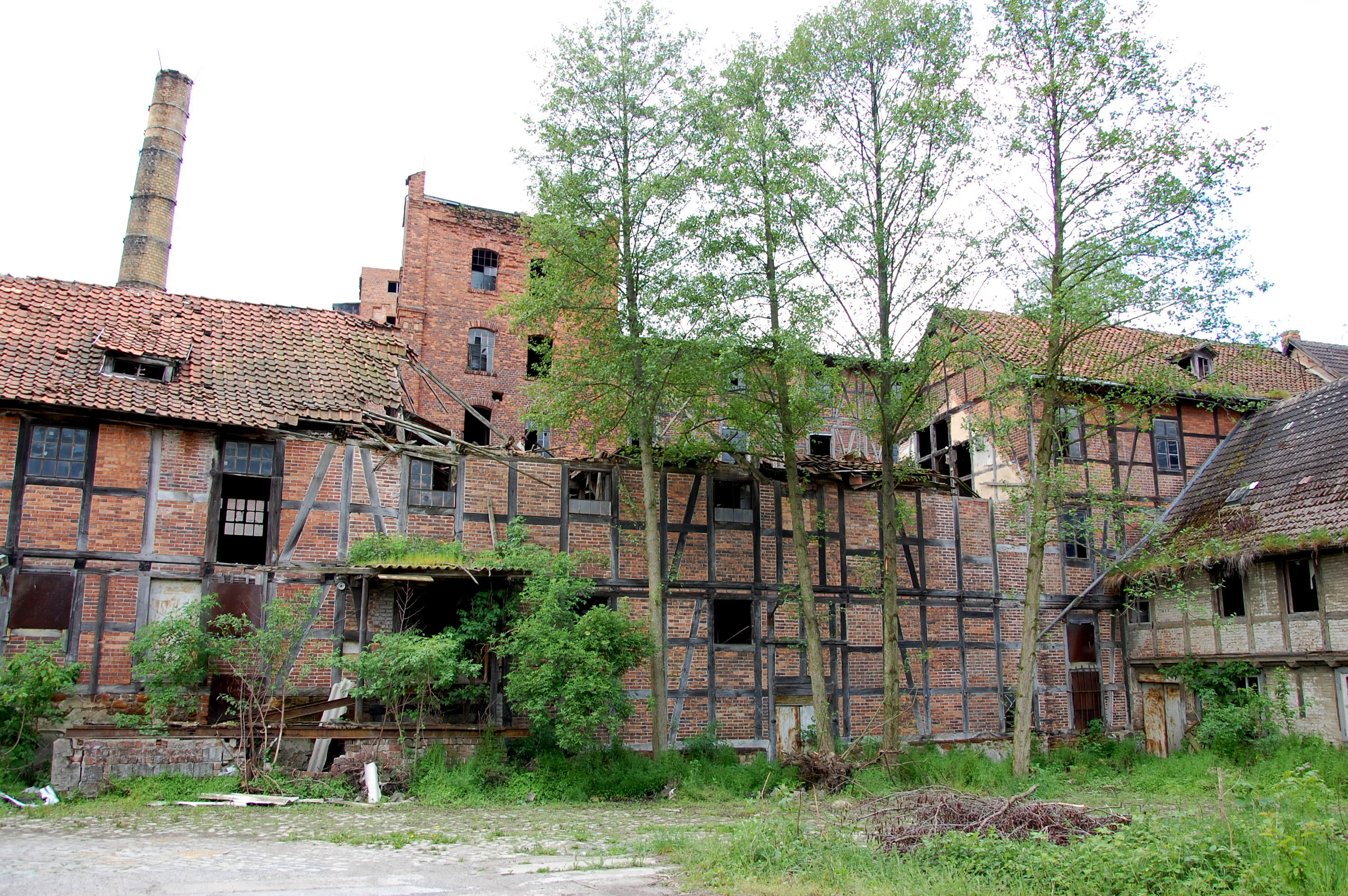
Blick auf baufällige Gebäude

Die Mühle Carl Kratzenstein, auch Neue Mühle, ist eine denkmalgeschützte ehemalige Wassermühle in Quedlinburg in Sachsen-Anhalt.

## Lage
Die im Quedlinburger Denkmalverzeichnis eingetragene Mühle befindet sich südwestlich der Quedlinburger Altstadt an der Adresse Wedderslebener Chaussee 13a-c, 21. Andere Angaben nennen als Adresse Unter der Altenburg 9, 10 und geben die Mühle Carl Kratzenstein und die hier ebenfalls befindliche Dampfziegelei Carl Kratzenstein als gesonderte Baudenkmale unter den Erfassungsnummern 094 46533 und 107 25038 an. Südlich der Mühle verläuft die Bode, an deren linken Ufer die Mühle liegt.

## Architektur und Geschichte
Der Standort der Mühle ist bereits seit dem Mittelalter als Standort einer Mühle belegt. Die heutige Mühle geht auf das Jahr 1718 zurück, als sie als Kornmühle errichtet wurde. Aus dieser Zeit ist ein zweigeschossiges, in Fachwerkbauweise errichtetes Mühlengebäude erhalten, in das auch ein Wohnbereich integriert ist. Das Mühlrad ist mittelschlächtig, auch das Gerinne ist vorhanden. Ein jüngeres Mühlengebäude entstand um 1800.
1848 entstanden zwei- und dreigeschossige Fachwerk-Speicher. Zugleich wurde auch für den Besitzer der Mühle ein an eine Villa erinnerndes Wohngebäude in klassizistischem Stil gebaut. Im Jahr 1878 übernahm Carl Kratzenstein (1825–1879), dem schon andere Quedlinburger Mühlen gehörten, die Neue Mühle. Es wurde ein weiterer Getreidespeicher in Fachwerkbauweise hinzugefügt. Eine wesentliche Erweiterung erfolgte dann 1905 durch Errichtung eines sechsgeschossigen Mühlenneubaus, der im Jugendstil gestaltet wurde. Darüber hinaus entstand ein aus Backsteinen gebautes Silo und ein über dem Mühlgraben angeordnetes Maschinenhaus. Auch der erhaltene Industrieschornstein entstand in diesem Zusammenhang. Die Anlage erhielt eine moderne Wasserturbine, Dampfkraft und automatische Walzmühlenwerke.
Ab 1905 wurde die Produktion erweitert, in dem auch die Herstellung von Ziegeln und Dachziegeln aufgenommen wurde. Hierfür wurde ein zweigeschossiges, verputztes Kontor- und Direktionsgebäude errichtet. Im östlichen Teil des Betriebsgeländes entstand eine lange Halle mit einem Hoffmannschen Ringofen. Bemerkenswert sind zwei in den 1930er Jahren gebaute Trockenschuppen.
Während der Mühlenbetrieb in der Zeit zwischen den Weltkriegen eingestellt wurde, wurde die Ziegelei zunächst fortgeführt. 1945 erfolgte ein Umbau.
Derzeit (Stand 2014) stehen Teile der Anlage leer und sind dringend sanierungsbedürftig.